# Ursula Wölfel
Ursula Wölfel (Hamborn, 16 settembre 1922 – Heidelberg, 23 luglio 2014) è stata una scrittrice tedesca di libri per bambini.

## Biografia
Ursula Wölfel era la figlia del direttore Karl Koethke ed è cresciuta nella regione della Ruhr come la più giovane di quattro fratelli, ha studiato letteratura tedesca, storia, filosofia e psicologia presso l'Università di Heidelberg. Nel 1943 sposò l'architetto Heinrich Wölfel e un anno dopo nacque sua figlia Bettina. Suo marito morì nel 1945 come prigioniero di guerra.
Dopo la guerra ha lavorato come aiutante scolastica. Si è poi formata come insegnante di scuola primaria ed è stata assistente presso l'Istituto pedagogico Jugenheim sulla Bergstraße. Dal 1951 al 1954 ha studiato tedesco, storia dell'arte e pedagogia presso l'Università di Francoforte. Dal 1955 al 1958 ha insegnato come insegnante di scuola speciale a Darmstadt ed è stata assistente accademica di Klaus Doderer all'inizio degli anni '60 durante la fase di sviluppo dell'Institute for Youth Book Research.
Nel 1959 uscì il suo primo libro per bambini. Dal 1961 ha vissuto come autrice nel Odenwald ed è stata membro del PEN Club dal 1972.
È morta ad Hidelberg nel luglio 2014 a 92 anni.

## Opere
- Hans in allegria. La vecchia fiaba come gioco di classe moderno.  1959.
- "The Red Avenger". 1959. "Testo in corsivo"
- "Flying Star." 1959.
- Edizione completamente rivista: "Fliegender Stern", con disegni di Heiner Rotfuchs, Otto Meier Verlag, Ravensburg 1973, ISBN 3-473-39002-X.
- "Sinchen dietro il muro". 1960.
- "Scarpa antincendio e sandalo antivento". 1961.
- "Luna, luna, luna." 1962.
- "Herr Wendelin." 1963.
- "Giulio". 1964.
- "Il giardino di Joschi." 1965.
- Cose meravigliose. Il mio primo libro di lettura.  1966.
- "" Ventisette storie di minestre ". 1968.
- "" Ventotto storie di risate ". 1969.
- "Il Wagilö blu." 1969.
- "La Porta dei Miracoli". 1969.
- I campi grigi e verdi. Storie vere. '70.
- "Terra, la nostra bellissima stella". Illustrazioni Štěpán Zavřel, Patmos Verlag, Düsseldorf 1971, ISBN 3-491-00323-7.
- Sixteen Why Stories from the People.  1971.
- "Manuel vive nella porta accanto". 1972.
- Saresti Pienek. Storie di giochi, design di giochi, idee di giochi.  1973.
- "Ventinove storie pazze". 1974.
- "Un miscuglio di storie." 1974.
- L'uccello notturno. Una storia.  1975.
- "Trenta storie di zia Mila" 1977
- "Una gabbia per l'uccello giallo". Opera teatrale per bambini, 1979.
- Jacob, che ha sognato una miniera di patate. Raccontato dalla sua vita 1832–1854.  1980.
- "Frate Francesco d'Assisi". 1981.
- "Tiny Stories". 1986.
- Dalla mattina alla sera.  1987.
- "Il viaggio di Hanna." 1989.
- "Una casa per tutti". 1991.
- "La carta fortunata". 1993.
- "A proposito del cappello magico e di altre undici piccole storie." 1996.
- "Informazioni su Apple House e altre undici piccole storie." 1996.
- Mattina bambino. Storie da leggere ad alta voce.  1997.
- "La più bella Martinslicht." 2003.
- Solo per i bianchi
- Gli altri bambini
- "Flying Star." 2007.